# Ferryman
Ferryman ist ein Lied der Band Golden Apes, das die Gruppe 2007 auf ihrem fünften Album The Geometry of Tempest veröffentlichte.

## Entstehung und Veröffentlichung
Das Stück entstand in der Ausarbeitung des Studioalbums. Den Text von Ferryman schrieb Sänger Peer Lebrecht, die Musik schrieb die Band gemeinsam. Zur Aufnahme des Stücks bestand die Gruppe neben dem Sänger aus dem Gitarristen Eric Bahrs, dem Bassisten Christian Lebrecht, dem Schlagzeuger Nestor DeValley sowie dem Keyboarder Sven Wolff. Die Aufnahmen fanden im Tonstudio Röntgenstudio und im Proberaum Noisy Rooms in Berlin statt. Die Produktion übernahm die Band, Tontechnik, Abmischung und Mastering des Stücks übernahmen Ricardo E. Beck und Sven Wolff.
Das Stück wurde im März 2007 als Teil des Albums The Geometry of Tempest von Shadowplay Release (Katalognummer: SPR 037) veröffentlicht. Die Kooperation mit dem russischen Unternehmen basierte auf dem Beitrag der Gruppe zur Shadowplay-Kompilation A Kiss in the Reptile House. Nachdem Golden Apes das Stück Remedy vom Album Structures [The Inner Scars] für die Kompilation zur Verfügung gestellt hatten, waren die Label-Betreiber „derart begeistert, dass sie das neue Album ohne auch nur einen Ton zu hören haben wollten.“ Silvan Büge drehte für Blackstage Videoproduktion im gleichen Jahr ein Live-Musikvideo zum Stück. Das Video dokumentiert einen Auftritt der Gruppe. Das Stück wurde hinzukommend auf der Alive!-Kompilation A New Dark Age IV präsentiert. Ferryman wurde mit der gesonderten Aufmerksamkeit zu einer „Art Zugpferd für das Album,“ und wurde zum Club- und Radio-Hit.

## Musik und Text
Das Stück gilt als besonders glücklich, energiegeladen und einigermaßen tanzbar. Es wird dem Dark Rock und Gothic Rock zugeordnete Vergleiche werden zugleich zu The Sisters of Mercy und HIM bemüht. Insbesondere das Gitarrenspiel des Stücks weise Parallelen zu The Sisters of Mercy auf. Doch trotz solcher Analogien sei Golden Apes „eine sehr eigenständige Band, welche einem Todgesagten Genre frischen Lebenswind einhauchen.“ Das Stück ist neben dem tiefen Gesang von Peer Lebrecht von der Dynamik zwischen den Strophen und dem Refrain geprägt. Es wurde im 4/4-Takt und im Grundton e-Moll bei einem Tempo von 152 BpM geschrieben.
Der Text befasst sich mit verschiedenen gesellschaftlichen und persönlichen Schwierigkeiten, Zweifeln, Ängsten und Unsicherheiten. Das lyrische Ich stellt den unterschiedlichen Unwägbarkeiten stets den Wunsch nach Veränderung und Wandel gegenüber. Der Fährmann wird im Refrain als Symbol dieser Veränderung angesprochen.

„Ferryman, I wanna change the coastlines

Ferryman, across the burning seas

Ferryman, I have no gold but regrets

Ferryman, weigh anchor to release“

„Fährmann, ich möchte die Küstenseite wechseln

Fährmann, über das brennende Meer

Fährmann, ich habe kein Gold aber bedauere

Fährmann, Anker lichten und loslassen“